# 吉田秀雄

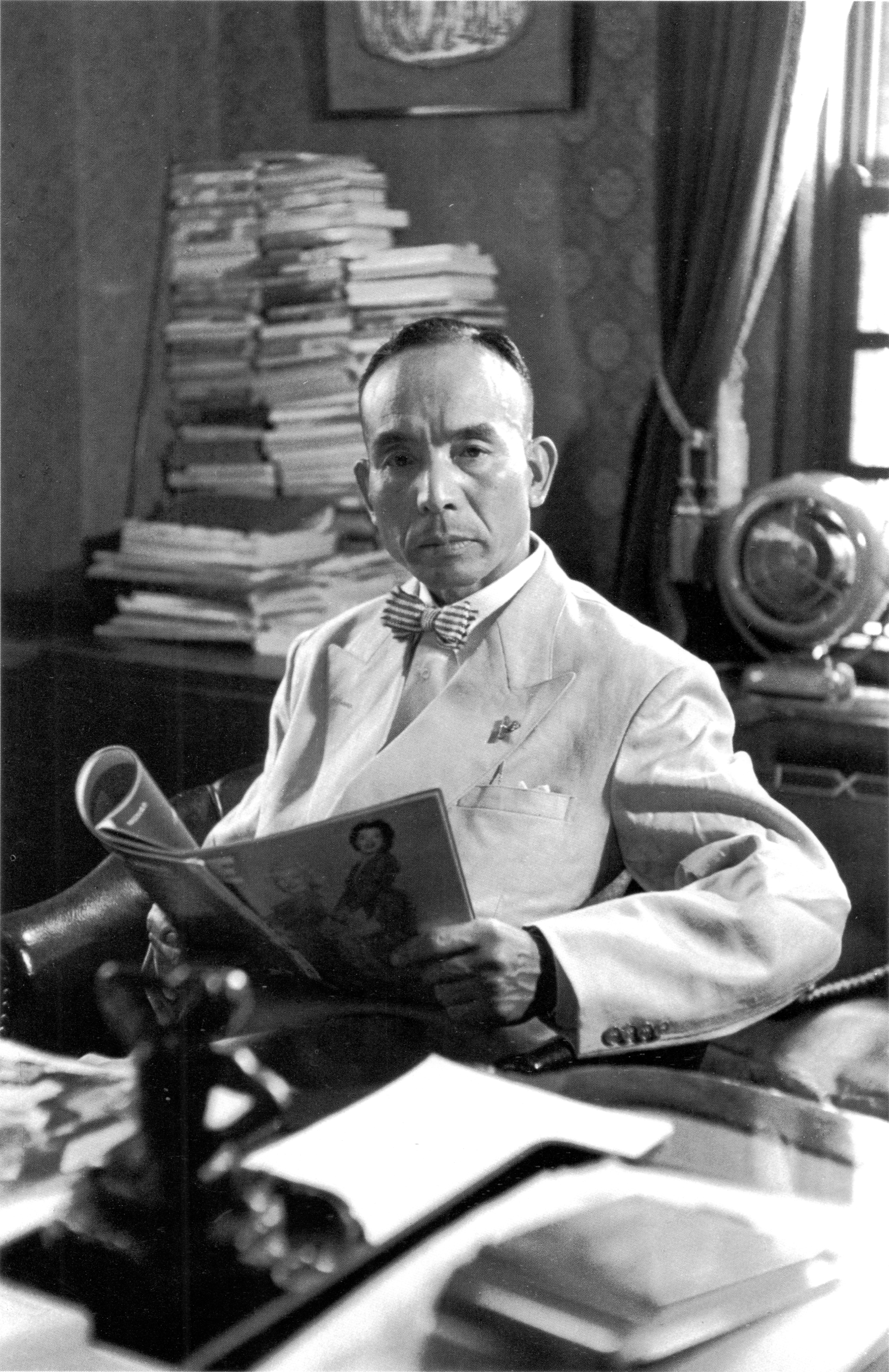
吉田秀雄 (木村伊兵衛撮影、1953年〈昭和28年〉7月30日)

吉田 秀雄（よしだ ひでお、1903年11月9日 - 1963年1月27日）は、日本の実業家。電通の経営者で、「鬼十則」を作るなど広告の鬼と呼ばれていた。

## 略歴

### 出生
1903年（明治36年）渡辺勝五郎の次男として、福岡県小倉市（現・北九州市）に生まれる。勝五郎は市内の鉄工所で働いていたが、秀雄が小学校に上がるころに解雇されてしまう。そこで父は家族のことを考え、1910年（明治43年）、単身台湾に渡ることを決意する。翌年、母親サトは幼い子供を連れて勝五郎に続く。秀雄は小学校2年生、兄は小学4年生、妹は5歳と3歳のときであった。しかし、生活が向上することはなく、1913年（大正2年）、勝五郎一人を残して再び小倉に戻る。
秀雄らが小倉に戻った翌年、勝五郎が高圧線に触れて事故死してしまう。享年45歳。母サトは32歳、秀雄は10歳のときのことである。これにより一家は困窮する。秀雄は小学校5年生ながら新聞配達をして家計を支えた。秀雄は成績優秀であったが、家計が進学を許さない状況にあった。そこで、彼は2回の養子縁組みを受け入れる。中学、高校、大学へと進学させてもらうことを条件に養子になる選択をした。なお、1回目については、半年で先方に実子が生まれたため、破談になっている。
こうして吉田家の養子に入った秀雄は、県立小倉中学から鹿児島市の旧制第七高等学校（補欠入学）へ進む。その後東京帝国大学経済学部に入学し、大学在学中の1926年（大正15年）4月には、4歳年下の女性と結婚することになる。

### 入社
1928年（昭和3年）、東大卒業後、吉田は、社員総数360名の日本電報通信社（現・電通）の一員となった。本社丸の内の営業部地方内勤課の配属になった。
戦前の広告代理店には、料金に規定・基準となるものがなく、広告主、代理業者、掲載誌の力関係がすべてを決していたといっても過言ではなかった。花形は営業の外勤となり、彼らは獲得した契約高に応じて会社から歩合を支給されていた。
その結果、儲ければ何をしてもよい、と勘違いをする物も多く、手段を選ばぬ「広告屋」が大手を振っていた。
吉田は、後年、当時を振り返り「広告取引きというものが本当のビジネスになっていない。実業じゃないのだ。ゆすり、かたり、はったり、泣き落としだ。僅かにそれを会社という企業形態でやっているだけで、まともな人間や地道なものにはやれなかった仕事なんだ。」（電通入社25周年回顧座談会より）と無能の如く語っている。
入社2年目から吉田は、同期入社の日比野恒治、坂本英男ら有志を誘って広告の勉強会を始める。アメリカやイギリスの関連書籍をみつけ、週2回の輪講を持っている。
因習の蔓延る広告代理業界ですぐに行動を起こすことはなかったが、この研究会を通じて吉田は理論武装を固め、具体的な問題点を明確にすることができるようになっていった。
1936年（昭和11年）1月、新聞聯合社との合併により、社団法人同盟通信社が創立される。これにより電通は広告専門の会社になった。
1938年（昭和13年）2月、吉田は営業局地方内勤課長に昇進する。その僅か3ヶ月後に「工場事業場管理令」が公布され、すぐに施行された。これが「国家総動員法」の最初の発動となる。時代は太平洋戦争へと突入していく。
日常生活は戦争のために痩せ細り、広告活動そのものが価値をもたない時勢となっていった。
1940年（昭和15年）12月に創業者の光永星郎が社長を辞任し、後を弟の光永眞三に託した。
1941年（昭和16年）2月に吉田は営業局地方部長に昇進する。翌年6月には取締役に選任され、同年12月には常務取締役になった。
1943年（昭和18年）から1944年（昭和19年）にかけ、岸信介商工大臣の商工経済会法と戦争の最終的勝利を大義名分に、広告代理業者の整備と広告料金公定の改革が行われていた。これは、全国に186あった広告代理店を12社に統合・再編し、地方毎に異なっていた新聞広告料金を全国一定の公定価格に当てはめるという計画であった。
あの手この手で広告料金を決めていた質の悪い「広告屋」にとっては、死活問題であったが、吉田はこの2つの計画を率先して推進し、協定を成立にこぎつけた。
そして、全国186の広告代理店を12社に統合する際、そのうち東阪名九すべての地域で電通を存続させ唯一全国ネットワークを持つ会社にした。名古屋、九州の代理店はすべてこのとき電通に吸収され、東京は電通と博報堂など6社、大阪は電通、近畿広告、旭広告など4社となった。

### 戦後
1945年（昭和20年）2月20日、電通の創業者光永星郎が78歳で死去した。同年、2代目社長の眞三が辞任を表明する。
3代目の社長には、東京商大（現在の一橋大学）出身の上田硯三が就任した。上田も光永家の親戚筋であったが、パリ講和会議やワシントン軍縮会議に特派員を務め、数多くのスクープをものにしてきた通信・報道の人であった。
そして、1945年8月15日、終戦を迎える。
電通本社ビル（現・電通銀座ビル）2階の大広間で、戦争終結を告げる昭和天皇の玉音放送を聞き終えると、吉田は、「これからだ」と叫んだ。
戦後の電通は、上田社長のもと通信事業を復活させ、新聞発刊を計画していた。1946年（昭和28年）8月には、「世界日報」が創刊されている。戦前の広告代理業と通信業を行う電通復活を願う幹部も多かった。しかし、「世界日報」は、その後紆余曲折を経て産業経済新聞に吸収されることになり、電通は広告代理業専業の道を歩んでいく。
1947年（昭和22年）、GHQにより公職追放された上田の後任として、吉田は電通の第4代代表取締役社長に就任する。
吉田の社長就任の挨拶に、次のような一節がある。「先ず日本の広告界の進歩向上を考える電通ということを思って居ります。従来兎角広告業は文化水準を低く見られて来て居るのであります。電通がその仕事振りによって広告業の文化水準を新聞と同じまでに引き上げたいと念願して居ります」（「電通報」1947年6月25日）。
この後、吉田は電通を世界有数の広告代理店に成長させる一方、広告業全体の社会的地位の向上に全力を尽くしていくことになる。
戦時中中断していた電通恒例の富士登山も、吉田の社長就任の翌年に再開した。また、早朝会議がもたれるようになった。
吉田は、社長就任時に3つの施策を打ち出していた。1つは、商業放送の設立。残り2つはクリエーティブ技術の向上とマーケティング理論の確立だった。
そして、電通に大きな飛躍をもたらすことになる民放開局を実現させる。
民放導入の動きは、1945年（昭和20年）9月、東久邇宮内閣の「NHKのほかに広告放送料を収入源とする放送会社（民放）」設立に関する閣議決定に始まった。閣議決定されたものの、この時はまだGHQの方針で時期尚早とされ先送りされた。
閣議決定から6年。各地で民放ラジオ局開局の動きが始まると、電通は、免許申請の手続きから番組編成、CMの作り方、営業のノウハウまで支援を惜しまなかった。こうして1951年（昭和26年）に名古屋と大阪でラジオ局が開局し、民放時代の幕が上がった。
さらに2年後の1953年（昭和28年）、日本テレビの開局により、時代はテレビの時代へと突入していく。吉田は、電通入社25周年回顧座談会において「現在厳密な計算で行っても電通のラジオはまだまだ赤字だ。」と述べている。
初期のテレビは、広告としてラジオ以上に採算があわなかったことから、当初テレビには積極的ではなかった。しかし、タイミングを計りテレビにも参入していく。
1955年（昭和30年）終戦から10年が経過した。同年7月1日に電通は創立50周年を迎え、社名を「株式会社日本電報通信社」から、「株式会社電通」に改めた。
この年、日本は高度成長期に突入し、広告は量的にも質的にも大きく変化した。当時、電通の社員が結婚式をあげると、次のような、かならず出てくる上司からの救いようもない祝辞というものがあったようだ。
「新郎は、当社の優秀な社員であり、朝は星をいただく頃から、深夜にいたるまで働かねばなりません。新婦はこのことを十分に理解していただきたい。」
電通マンは早朝から深夜まで働くのが当たり前。吉田の「鬼十則」の精神しかり、時代が日本人に猛烈に働くことを強いていた暗黒時代ともいえる。
吉田は1956年（昭和31年）にアメリカの広告界を視察している。そして、電通に、広告主との契約で、クライアントの広告宣伝に関わる全計画の立案と実施のすべてを代行するAE方式を導入する。さらに調査部門とクリエーティブ部門を再編し、マーケティング・エージェンシーへの変革をさらに加速させていった。 
こうして吉田の時代に電通は大きく発展し、1955年から1964年の間に取扱高は149億円から877億円へと5.87倍、利益は実に34.1倍にも伸びた。

### ゴルフと最後
ゴルフが趣味で、新聞社や放送局、電通の幹部社員にゴルフボールを配り、クラブを紹介した。ゴルフの普及、発展に寄与したということでは屈指の人であった。1960年（昭和35年）には、戸塚カントリー倶楽部の初代理事長も務めている。社長在任中に贈ったゴルフセットは、三千組とも四千組ともいわれている。
酒を飲まず、食べ物に無頓着であった。コーヒー党で、ヘビースモーカーだった。
医者嫌いの反面、新薬が発売されると何でも購入し、用量を無視して服用した。
1962年（昭和37年）、ニューヨークへの出張から帰って2ヶ月ほどすると、吉田は連日胃の痛みを訴えるようになる。それでも病院には行かず、浴びるように市販の錠剤を服用した。
箱根カントリー倶楽部でゴルフをプレーしていた吉田は、かつてない激痛に襲われる。かかりつけの医師の勧告により6月25日、東大木本外科に入院し、同月29日に胃の切開手術が行われた。胃癌だったが、この事実は長男宏にしか知らされず、吉田には胃潰瘍と告げられた。
退院後、一時は半ラウンドとはいえゴルフを楽しめるまで回復したが、11月13日に再度入院。悪化する病状を食い止めることはできなかった。
1963年（昭和38年）1月10日、3度目の入院。1月24日に帰宅し、その3日後、1月27日午前零時55分、吉田は永眠した。
従四位・勲二等瑞宝章を追贈された。
没後の1965年（昭和40年）、電通と吉田邸からの出資で財団法人（現・公益財団法人）吉田秀雄記念事業財団が創設された。事務所は銀座の電通銀座ビル4階に置かれている。

## 家族
妻雪枝との間に長男宏、長女悦子、二女光子、二男八郎がいる。八郎の妻は加藤正治の孫。長女悦子は光安愛友の妻。

## 鬼十則
1951年制定。
1. 仕事は自ら創るべきで、与えられるべきでない。
2. 仕事とは、先手先手と働き掛けていくことで、受け身でやるものではない。
3. 大きな仕事と取り組め、小さな仕事はおのれを小さくする。
4. 難しい仕事を狙え、そしてこれを成し遂げるところに進歩がある。
5. 取り組んだら放すな、殺されても放すな、目的完遂までは……。
6. 周囲を引きずり回せ、引きずるのと引きずられるのとでは、永い間に天地のひらきができる。
7. 計画を持て、長期の計画を持っていれば、忍耐と工夫と、そして正しい努力と希望が生まれる。
8. 自信を持て、自信がないから君の仕事には、迫力も粘りも、そして厚みすらない。
9. 頭は常に全回転、八方に気を配って、一分の隙もあってはならぬ、サービスとはそのようなものだ。
10. 摩擦を怖れるな、摩擦は進歩の母、積極の肥料だ、でないと君は卑屈未練になる。

社員手帳「Dennote」（非売品）に長らく記載され続けて来た。
昭和28年、大毎紙上で鬼十則が紹介されたとき、小林一三の関心と共感を呼び染筆を求められた。吉田は恐縮し、「ご希望にそうようにしなければなるまい。」と筆をとった。現在、電通銀座ビル4階の吉田秀雄記念事業財団に再現された旧社長室（4階は本社だった当時から役員フロア）にレプリカが額装されて展示されている。
吉田没後、昭和38年1月29日付朝日新聞の天声人語に、次のように書かれた。

第5則が電通事件を始めとする過労死続発の原因なのではないかと世論の批判を呼んでいる。2016年10月には労働局の調査が入る事態に発展した。
これを受けて電通は2017年版からは手帳への記載を取りやめることを決めた。

## その他
近代化の道をたどる日本の産業社会にあって、吉田は枚挙にいとまがないほどの業績と足跡をしるした。
- 「日本広告会」の結成
- 「国際広告協会（IAA）」の極東地区副会長就任
- 「日本国際広告協会」の創立
- 「アジア国際広告会議」の開催
- アジア初の「IAA賞」受賞
- 日本プロレス協会理事（1953年）。
- なかにし礼の小説『世界は俺が回してる』（2009年）の主人公・渡辺正文の叔父として実名で登場。